# کارلوس کارمونا
کارلوس امیلیو کارمونا تیو (اسپانیایی: Carlos Emilio Carmona Tello‎؛ زاده ۲۱ فوریهٔ ۱۹۸۷) بازیکن فوتبال اهل شیلی است.